# Андреев, Александр Радьевич
Александр Радьевич Андреев (род. 1957 г.) — российский писатель, автор многочисленных книг на историческую тематику, которые получили резко отрицательные отзывы со стороны специалистов-историков.

## Биография
Родился в Сибири в 1957 году. Окончил Московский историко-архивный институт.
Первой работой Андреева на историческую тематику по востоковедению стала книга «История Крыма», изданная в 1997 году. 
В 2000 году совместно с Шумовым начинает публиковать в издательстве «Евролинц» книги, которые сначала позиционируются как антологии, а затем как «документальные исследования».

## Отзывы
В своей рецензии директор Крымского филиала Института археологии НАНУ В. Мыц автора назвал человеком, который «явно не отягощен историческими знаниями», а его книгу охарактеризовал как «наивно-компилятивный опус», отметив что «самообразование с помощью такого „источника информации“, облеченого в солидную упаковку, может привести к одному результату — историко-культурной деградации».
Как пишет ведущий сотрудник Института востоковедения РАН доктор исторических наук И. М. Смилянская, антологии представляют собой произвольную подборку исторических и публицистических работ, в основном ранних и устаревших. В сборниках отсутствует последовательное изложение предмета, зато есть многочисленные исторические мифы, отвергнутые современной наукой. Неспециалистов подобные произведения способны вводить в заблуждение и использовать их могут разве что преподаватели и студенты старших курсов в качестве подручных материалов (при условии сверки, так как в книгах замечены искажения и мистификации). Более поздние работы, в которых Андреев и Шумов позиционируются как «авторы-составители» и авторы «документальных исторических исследований», представляют собой подборку исторических и публицистических текстов с многочисленными купюрами и огромным количеством неточностей и ошибок. При этом из-за отсутствия последовательного изложения и постоянных повторов стройность изложения отсутствует, а о единой концепции говорить даже не приходится. Эти книги Смилянская охарактеризовала как «макулатуру, способную лишь дискредитировать имена тех, подчас знаменитых, ученых, чьи материалы в ней использованы».